# Тирана (область)
Тирана (алб. Qarku i Tiranës) — область у центральній Албанії. Адміністративний центр — місто Тирана.

## Адміністративний поділ
До складу області входять округи:
| Округ  | Адміністративний центр | Населення, осіб (2010) | Площа, км² | Муніципалітети |
| ------ | ---------------------- | ---------------------- | ---------- | --- |
| Кавая  | Кавая                  | 82 921                 | 414        | Golem, Gosë, Helmës, Kavajë, Kryevidh, Lekaj, Luz i Vogël, Ррогожине, Sinaballaj, Synej                                                                           |
| Тирана | Тирана                 | 717 426                | 1238       | Baldushk, Bërxullë, Bërzhitë, Dajt, Farkë, Kamëz, Kashar, Krrabë, Ndroq, Paskuqan, Petrelë, Pezë, Prezë, Shëngjergj, Tirana, Vaqarr, Vorë, Zall-Bastar, Zall-Herr |

Населення — 749 365 осіб (2011), площа — 1652 км².
Межує з областями:
- Дуррес на півночі
- Дібер на північному сході
- Ельбасан на південному сході
- Фієр на півдні